# Ulmeni (Călărași)
Ulmeni é uma comuna romena localizada no distrito de Călăraşi, na região de Muntênia. A comuna possui uma área de 55.34 km² e sua população era de 5191 habitantes segundo o censo de 2007.